# Baltischer Landrücken
Der Baltische Landrücken, in Deutschland auch Nördlicher Landrücken genannt, ist eine bis 200 km breite Endmoränen-Hügelkette des eiszeitlichen Fennoskandischen Eisschildes, die von Jütland bis Estland die südliche Ostsee umrahmt. Er hat seinen Namen nach dem baltischen Meer, der früheren Bezeichnung für die Ostsee.

## Geografie
Der Landrücken ist der westlichste Teil der Osteuropäischen Ebene und erreicht mit der Wieżyca (deutsch Turmberg) eine Höhe von 329 m n.p.m.. Im Norden geht er nach und nach in den Finnischen Meerbusen über. In Richtung Osten schließt sich der Belarussische Höhenrücken an; im Südosten geht der Landrücken allmählich in die Palessje-Niederung über. In Richtung Süden fällt das Gelände nach und nach in die weitläufige Weichsel-Niederung ab. Im Westen schließt sich das Norddeutsche Tiefland an, im Nordwesten fällt das Gelände westlich vom Schleswig-Holsteinischen Hügelland zur Nordsee ab.
Der Baltische Landrücken wird von der Oder, der Weichsel, der Memel und der Düna durchflossen. Zum Landrücken gehören (in West-Ost-Richtung gesehen) Angeln, Schwansen, die Hüttener Berge, der Dänische Wohld, die Holsteinische Schweiz, die Mecklenburgische Schweiz, die Pommersche Seenplatte (mit dem Turmberg), die Masurische Seenplatte (mit der Seesker Höhe) und der Niederlitauische Landrücken.

## Wirtschaft, Tourismus, Landschaftsbild
Die flachwelligen Grundmoränenlandschaften sind fruchtbar und ermöglichen ertragreichen Ackerbau. Die Seenketten und Endmoränenzüge sind beliebte Feriengebiete. Die unfruchtbaren Sandgebiete werden großräumig von Nadelwald bedeckt (z. B. Schorfheide, Tucheler Heide, Rominter Heide).